# Anna (Majków)
Anna a także „ Majków Anna” – część wsi Majków w Polsce, położona w województwie świętokrzyskim, w powiecie skarżyskim, w gminie Skarżysko Kościelne.
W latach 1975–1998 Anna administracyjnie należała do województwa kieleckiego.

## Historia
„Anna” to nazwa kopalni rudy żelaza funkcjonującej jeszcze w XIX wieku. W skład zespołu  kopalni Majkowskich (dozorstwo suchedniowskie) wchodziły ponadto kopalnie „Piotr” pod Bzinem i „Paweł” pod Parszowem. W roku 1827 kopalnia miała jeszcze 6 szybów. Złoża pod pokładem iłów posiadały ok. 35% żelaza. Z czasem wydobycia rud zaniechano, pozostała natomiast osada górnicza. Czynne były wapienniki i kopalnia glinki ceramicznej.